# Třída Sleipner (1936)
Třída Sleipner byla třída torpédovek Norského námořnictva. Celkem bylo postaveno šest jednotek. Ve službě byly od roku 1937. Účastnily se bojů druhé světové války. V roce 1940 byl Sleipner jedinou moderní norskou válečnou lodí, která dokázala uniknout do Velké Británie. Naopak Æger potopilo německé letectvo. Zbývající čtyři plavidla byla zařazena do německé Kriegsmarine. Pět plavidel válku přečkalo a v padesátých letech prošla modernizací na protiponorkové fregaty. Vyřazeny byly do roku 1959.

## Stavba
V letech 1934–1939 byly loděnicí Karljohansvern verft v Hortenu postaveny tři jednotky první skupiny třídy Sleipner. Do služby byly přijaty v letech 1937–1939. Roku 1938 byly založeny kýly tří jednotek vylepšené druhé skupiny Odin. Ta se lišila omezením hlavní výzbroje ze tří na dva 102mm kanóny. Do německé okupace Norska byl dokončen pouze Odin a jeho dvě sesterská plavidla ještě nebyla dokončena. Všechny tři byly zařazeny do německého námořnictva.
Jednotky třídy Sleipner:
| Jméno    | Založení kýlu | Spuštěn          | Vstup do služby | Osud |
| -------- | ------------- | ---------------- | --------------- | --- |
| Sleipner | 1934          | 7. května 1936   | 1937            | V dubnu 1940 unikl do Velké Británie. Vyškrtnut 1956. |
| Æger     | 1935          | 25. srpna 1936   | 1938            | Dne 9. dubna 1940 ve Stavangeru potopen německým letectvem. |
| Gyller   | 1937          | 7. července 1938 | 1939            | Dne 11. dubna 1940 v Kristiansandu zajat Němci. Zařazen do služby jako Löwe. Roku 1945 se vrátil norskému námořnictvu. Roku 1953 přestavěn na fregatu. Vyškrtnut 1959. |
| Odin     | 1938          | 17. ledna 1939   | 1939            | Dne 11. dubna 1940 v Kristiansandu zajat Němci. Zařazen do služby jako Panther. Vyškrtnut 1959.                                                                        |
| Tor      | 1938          | 9. září 1939     | 1940            | V době okupace prováděla zkoušky. Dne 9. dubna 1940 potopena vlastní posádkou. Němci ji vyzvedli a vrátili do služby jako Leopard. Vyškrtnut 1959.                     |
| Balder   | 1938          | 11. října 1939   | 1940            | Dokončena po německé okupaci jako Tiger. Vyškrtnut 1959. |

## Konstrukce

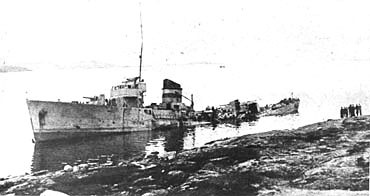
Potopená torpédovka Æger

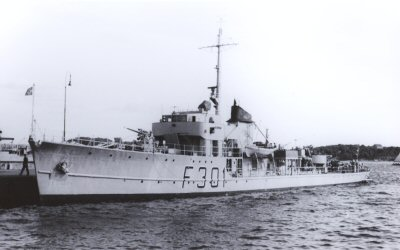
Modernizovaný Gyller (F301) v roce 1953

Plavidla byla vyzbrojena třemi 102mm kanóny, jedním protiletadlovým 40mm kanónem Bofors, dvěma 12,7mm kulomety, dvojitým 533mm torpédometem (pouze Gyller nesl dva dvojité 533mm torpédomety) a čtyřmi vrhači hlubinných pum. Pohonný systém tvořily tři kotle Yarrow a dvě parní turbíny De Laval o výkonu 12 500 hp, pohánějící dva lodní šrouby. Nejvyšší rychlost dosahovala 30 uzlů. Dosah byl 3 500 námořních mil při rychlosti 15 uzlů.

### Modifikace
Německé kořistní morpédovky Löwe (ex Gyller), Panther (ex Odin), Leopard (ex Tor) a Tiger (ex Balder) za druhé světové války nesly výzbroj jednoho 105mm kanónu, jednoho 37mm kanónu, dvou až čtyř 20mm kanónů a dvou 533mm torpédometů.
V letech 1952–1957 byly torpédovky Sleipner, Gyller, Odin, Tor a Balder přestavěny na fregaty. Vybaveny byly radarem a sonarem typu 144. Složení výzbroje bylo změněno na tři 76mm kanóny, dva 40mm kanóny, dva 20mm kanóny, salvový vrhač hlubinných pum Hedgehog, čtyři vrhače hlubinných pum a 24 min.